# Литохорон
Лито́хорон (греч. Λιτόχωρον), также Лито́хоро (греч. Λιτόχωρο)  — малый город в Греции в южной части Пиерии, к югу от Катерини. Административный центр общины Дион-Олимбос в периферийной единице Пиерия в периферии Центральная Греция. Город расположен на высоте 292 метров над уровнем моря, у подножья горы Олимп, на западном берегу залива Термаикос. Население 6995 человек по переписи 2011 года. 
Город является популярным местом для желающих совершить восхождение на гору Олимп, так как все маршруты начинаются в юго-западной части города. Тропа от Литохорона к вершине Олимпа входит в европейский пеший маршрут E4. Недалеко от города находится монастырь Святого Дионисия Олимпского.

## Транспорт
С 1960 года город связан с остальной Грецией Национальной дорогой 1, которая проходит восточнее города. В середине 1990-х годов автодорога была модернизирована и стала частью автомагистрали 1 и европейского маршрута E75. Город связан регулярным автобусными маршрутами с Катерини, а с железнодорожной станции отправляется три поезда ежедневно в Салоники и Афины. Железнодорожная станция расположена в 6 км от центра Литохорона.

## Сообщество Литохорон
Сообщество Литохорон (Κοινότητα Λιτοχώρου) создано в 1918 году (ΦΕΚ 152Α). В сообщество входит 4 населённых пункта и монастырь Святого Дионисия. Население 7259 человек по переписи 2011 года. Площадь 169,632 квадратных километров.
| Населённый пункт                      | Население (2011), человек |
| ------------------------------------- | ------------------------- |
| Каливия-Варику                        | 38                        |
| Лимин-Литохору                        | 9                         |
| Литохорон                             | 6995                      |
| Монастырь Святого Дионисия Олимпского | 25                        |
| Плака                                 | 192                       |

## Население
| Год  | Население, человек |
| ---- | ------------------ |
| 1991 | 6457               |
| 2001 | 6529               |
| 2011 | ↗6995              |

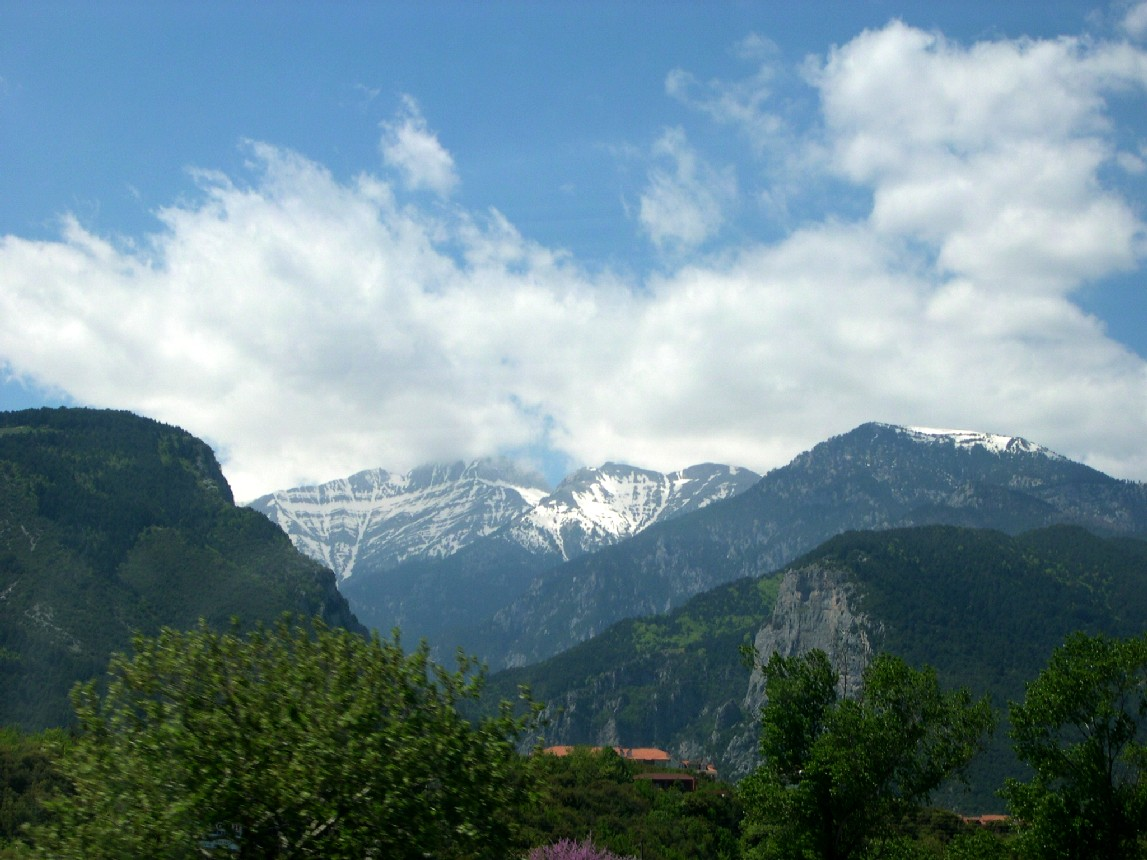
Вид на вершину Олимпа
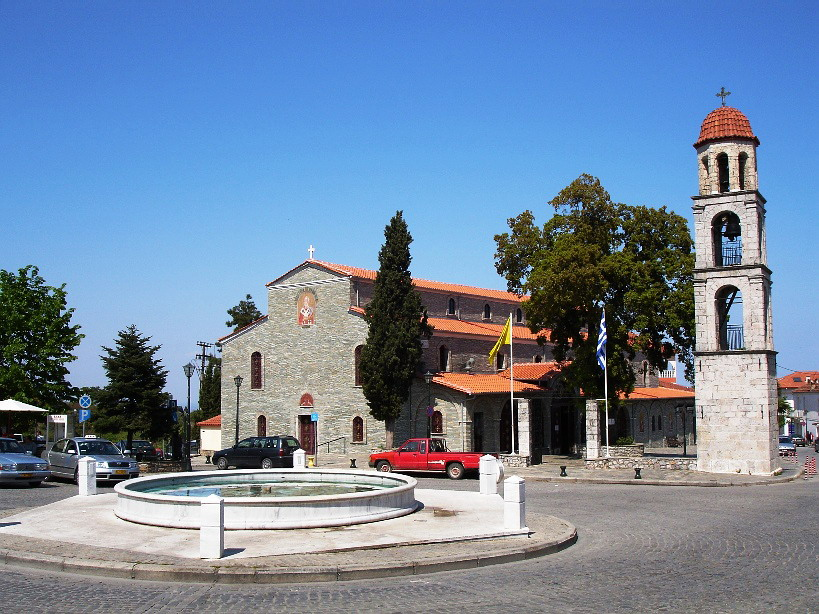
Церковь Айос-Николаос в Литохороне
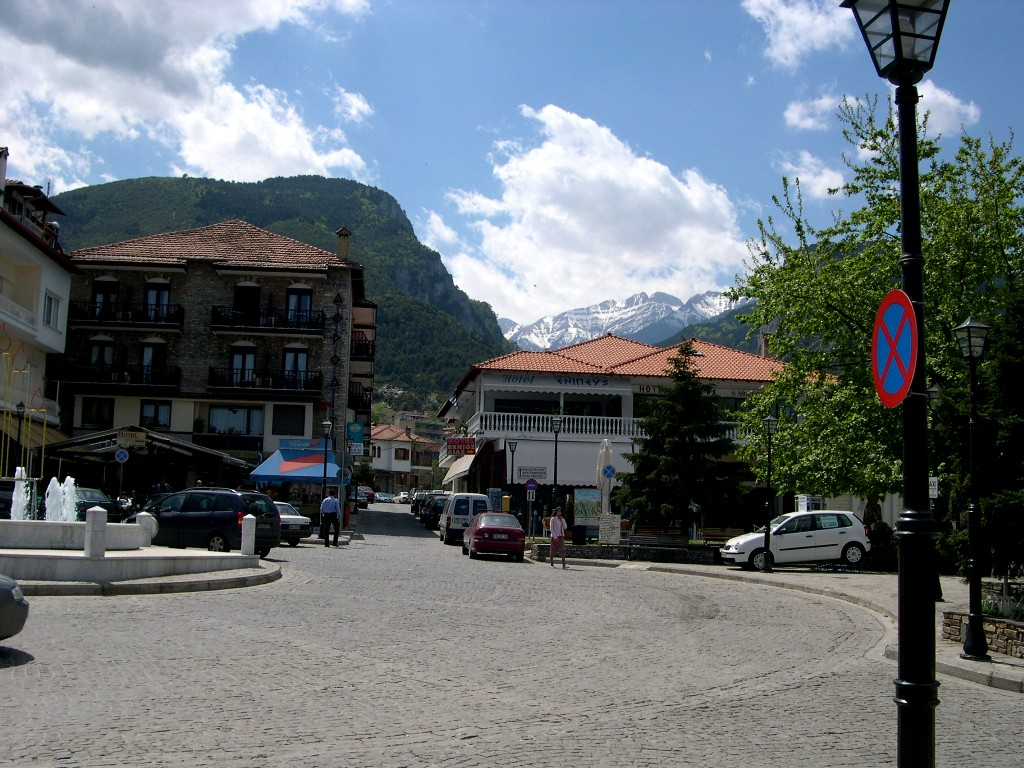
Центральная площадь города